# خواجه‌ها
خواجه‌ها یک روستا در ایران است که در بخش خبوشان واقع شده‌است. خواجه‌ها ۱۹۰ نفر جمعیت دارد.